# Ernest Goüin
Ernest Goüin (Tours, 22 luglio 1815 – Parigi, 24 marzo 1885) è stato un ingegnere e imprenditore francese.
Laureatosi al Politecnico di Parigi, Ernest-Alexandre Goüin sviluppò la sua attività di ingegnere ed imprenditore in vari campi. Costruì locomotive di diversi tipi, opere d'arte in ferro e infrastrutture ferroviarie sia in Francia che in varie parti del mondo. La prima impresa da lui fondata, nel 1846, prese il nome di "Ernest Goüin et Cie", trasformandosi, nel 1871, in "Société de construction des Batignolles" (infine divenuta "Spie Batignolles"). 
Il suo è uno dei 72 nomi ricordati sulla Torre Eiffel.
Nel corso della sua vita ha anche ricoperto il ruolo di reggente della Banca di Francia occupando uno dei 15 seggi disponibili nel Consiglio dei reggenti dal 1876 al 1885.